# Транспорт в Саудовской Аравии
Транспорт в Саудовской Аравии интенсивно развивается благодаря доходам от нефтедобычи. В стране представлены все виды транспорта, наиболее развитый — автомобильный. 
В отличие от соседей по Аравийскому полуострову Саудовская Аравия также располагает железными дорогами.

## Автомобильный транспорт

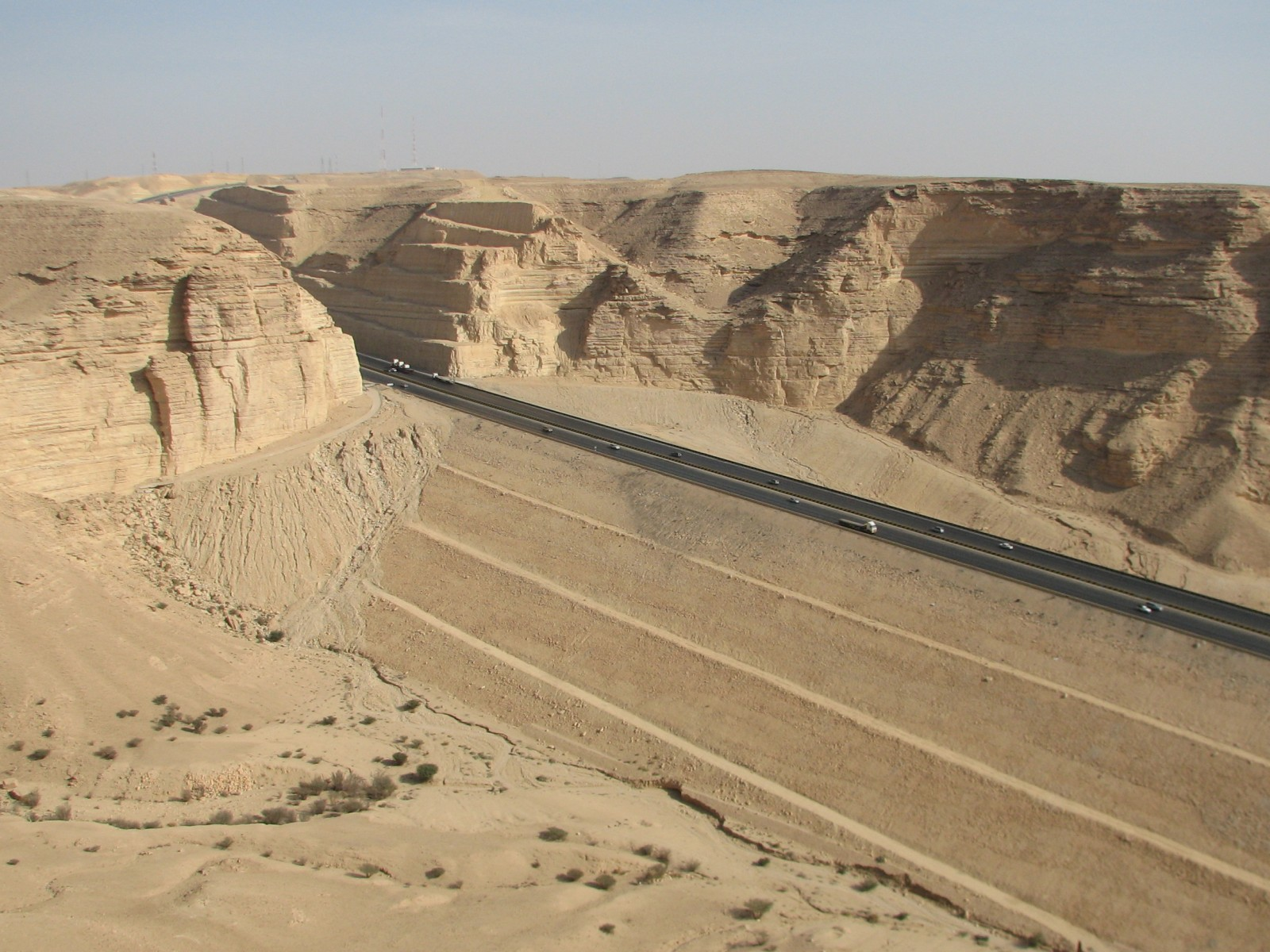
Шоссе Эр-Рияд—Мекка в районе горной гряды Джебель-Тувайк (2006)

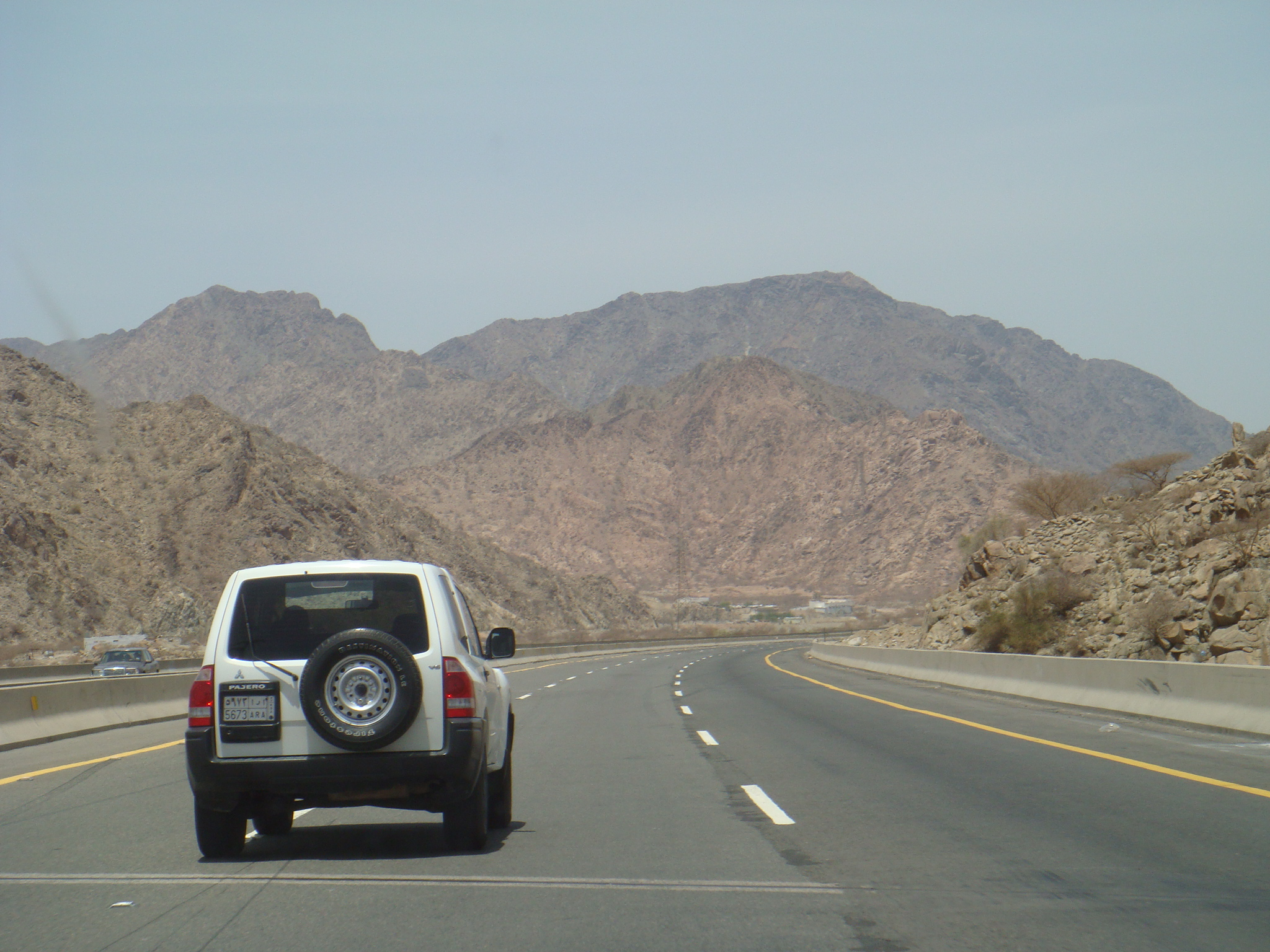
Магистраль 60 пересекает горы Хиджаз в районе Эт-Таифа

Общая протяжённость дорог Саудовской Аравии составляла в 2006 году 221 372 км, из них 47 529 км имели асфальтовое покрытие, в том числе 3 891 км составляли автомагистрали.
Качество дорог имеет широкий диапазон: от восьмиполосных автомагистралей на главных направлениях до узких грунтовых в малонаселённой местности. Основные автомагистрали поддерживаются в хорошем состоянии, особенно в столице страны Эр-Рияде. Конструкция дорог учитывает местные условия: покрытие выдерживает высокую температуру окружающей среды и имеет пониженный коэффициент отражения. Автомагистрали между менее значимыми городами, в том числе связывающие побережья страны, обслуживаются хуже, и правительство планирует провести их реконструкцию. В октябре 2013 года группа автомобилистов совершила автопробег по дорогам Саудовской Аравии с целью определить лучшую трассу, и выбрала таковой автомагистраль Джидда—Эт-Таиф—Эль-Хада.
Благодаря самым низким в мире ценам на бензин ($0,13 за 1 литр), автомобильный транспорт в Саудовской Аравии является наиболее привлекательным.
Автомагистрали Саудовской Аравии имеют до восьми полос. Наиболее важными трассами являются:
- Эд-Даммам—Абу-Хадрия—Рас-Танура (257 км);
- Хайбар—Эль-Ула (175 км);
- Мекка—Медина (421 км);
- Эр-Рияд—Эд-Даммам (383 км);
- Эр-Рияд—Судейр—Эль-Касим (317 км);
- Эр-Рияд—Эт-Таиф (750 км);
- Эт-Таиф—Абха—Джизан (750 км);
- Медина—Табук (680 км);
- Джидда—Эль-Лит—Джизан (775 км);
- Джидда—Мекка (80 км).

## Водный транспорт

### Морские порты

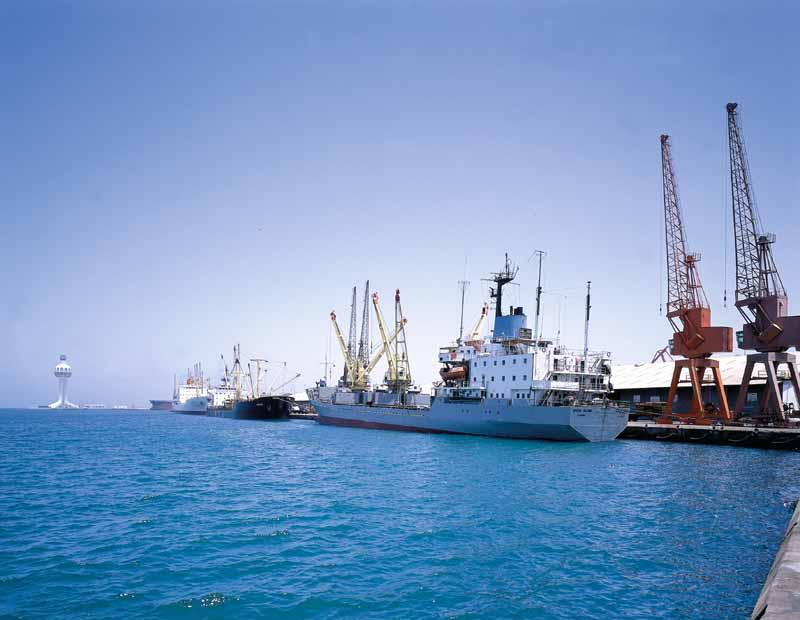
Морской порт Джидды

Саудовская Аравия обладает развитой инфраструктурой для морских перевозок, что связано в первую очередь с экспортом из страны нефти. Портами управляет государственное агентство Саудовская администрация портов (англ. Saudi Ports Authority). Порты расположены на побережье Персидского залива и Красного моря, важнейшими среди них являются:
Персидский залив: Эд-Даммам, Эль-Джубайль.
На Красном море: Джидда,  Янбу-эль-Бахр.

## Воздушный транспорт
По состоянию на 2013 год Саудовская Аравия располагала 214 аэропортами, из которых 82 имели бетонное покрытие. Количество вертолётодромов — 10. Шесть аэропортов страны являются международными:
- аэропорт Король Фахд — Эд-Даммам (ИАТА: DMM, ИКАО: OEDF);
- аэропорт Король Абдул-Азиз (аэропорт) — Джидда (ИАТА: JED, ИКАО: OEJN);
- аэропорт Король Халид (аэропорт) — Эр-Рияд (ИАТА: RUH, ИКАО: OERK);
- аэропорт Принц Мухаммад ибн Абдул-Азиз (аэропорт) — Медина (ИАТА: RUH, ИКАО: OERK);
- аэропорт Эль-Хаса (аэропорт) — Эль-Хуфуф (ИАТА: HOF, ИКАО: OEAH);
- аэропорт Принц Абдул Мухсин ибн Абдул-Азиз (аэропорт) — Янбу-эль-Бахр (ИАТА: YNB, ИКАО: OEYN).

Национальная авиакомпания — Saudia, базирующаяся в Джидде. Компания является крупнейшей на Среднем Востоке и занимает 25 место в мире.

## Железнодорожный транспорт

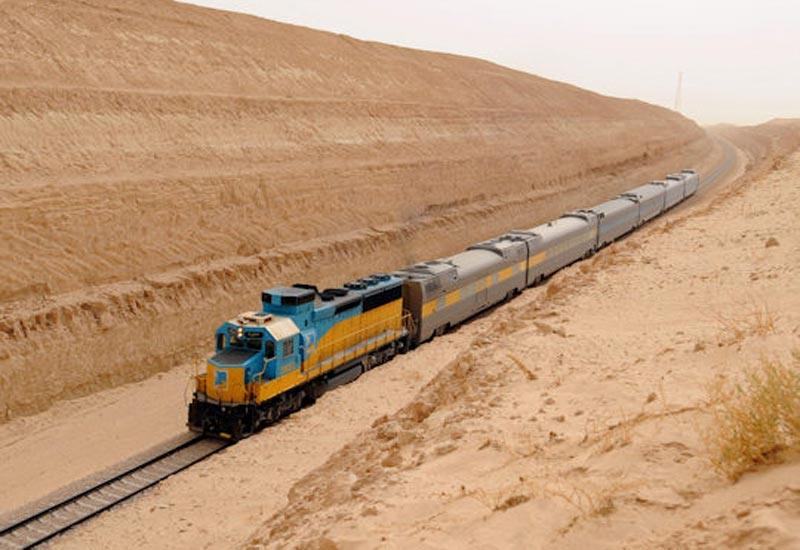
Грузовой состав на дороге между Эд-Дамамом и Эр-Риядом

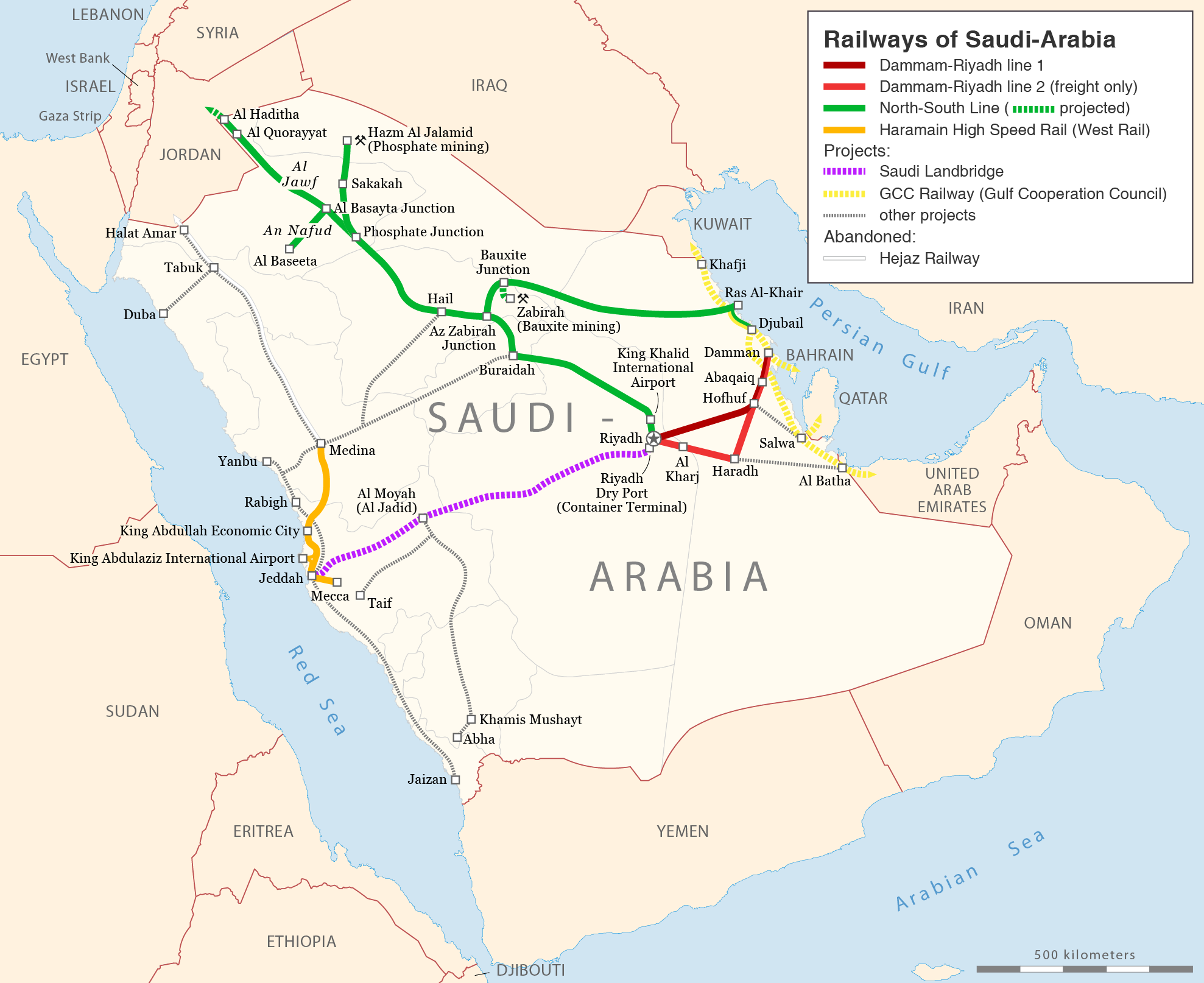
Железные дороги Саудовской Аравии

По состоянию на 2014 год протяжённость железных дорог Саудовской Аравии составляла 1 374 км. Ширина колеи стандартная, 1435 мм. В стране действует две государственные железнодорожные компании:
- Организация Саудовских железных дорог;
- Саудовская железнодорожная компания.

Первой железной дорогой Саудовской Аравии был участок Хиджазской железной дороги, связывавший Медину с границей Иордании. Дорога использовала узкую колею и была закрыта в 1915 году.
Существует несколько проектов по развитию железнодорожной сети. Haramain High Speed Rail должен связать Мекку, Джидду и Медину скоростной линией и обеспечить удобный маршрут для паломников. Другие два строящихся маршрута будут пересекать страну с запада на восток и с севера на юг. В самой Мекке должна появиться линия метро длиной 18 км, которая свяжет мусульманские святыни: Мекку, долины Мина и Муздалифа, гору Арафат.